# 第10届大众电视金鹰奖
第10届大众电视金鹰奖授奖大会于1992年9月22日在杭州体育馆举行。适逢金鹰奖十周年纪念，组委会邀请历届金鹰奖获奖明星白杨、秦怡、朱琳、奇梦石、严翔、李婉芬、王馥荔、肖雄、郭旭新、李维康、游本昌、石兆琪、倪萍、六小龄童、周洁、孙松、韩影到场重聚。

## 得奖名单

### 优秀连续剧
- 《上海一家人》 上海电视剧制作中心、中央电视台
- 《编辑部的故事》 北京电视艺术中心
- 《外来妹》 广东电视剧制作中心
- 《中国神火》 广州电视剧制作中心、中央电视台

### 优秀单本剧
- 《毛泽东和他的乡亲们》 中央电视台、岳阳电视台、湖南电视台、湖南金蜂音像发行总公司[1]:424

### 优秀儿童剧
- 《少年毛泽东》 河北电影制片厂、中央电视台

### 优秀戏曲片
- 《桃花扇》 玉溪卷烟厂、安徽电视台

### 最佳男主角
- 葛优 《编辑部的故事》中饰李冬宝

### 最佳女主角
- 李羚 《上海一家人》中饰若男

### 最佳男配角
- 谢园 《上海一家人》中饰阿祥

### 最佳女配角
- 吴冕 《上海一家人》中饰桂花